# Visage
Visage — британський поп-гурт, один із лідерів модно-музичного руху нових романтиків початку 1980-х років. Заснований в Лондоні Стівом Стрейнджем і Расті Іганом з The Rich Kids, Visage був студійним проектом за участю музикантів з Ultravox (Мідж Юр, Біллі Каррі), Magazine (Дейв Формула), Siouxsie and the Banshees (Джон Макгиох).
Перший сингл — «Tar» — вийшов у вересні 1979 року на Radar Records й не приніс ніякого успіху. Тим не менш, гурту вдалося укласти контракт з Polydor Records, на якій в листопаді 1980 року вийшов їх дебютний альбом, участь в якому взяв Баррі Адамсон, який пізніше пішов працювати з Пітом Шеллі та The Birthday Party. Другий сингл «Fade to Grey» посів 8-е місце і увійшов у верхню десятку хіт-парадів кількох країн Європи. У 1982 році вийшов другий альбом The Anvil, записаний без участі Джона Макгіоха. Незабаром після цього почалися проблеми зі звукозаписною компанією, тоді ж проект покинув Мідж Юр, вирішивши повністю зосередитися на роботі в Ultravox. Через два роки Visage випустили Beat Boy, який став останнім альбомом групи перед першим розпадом. Альбом повністю провалився, і після того, як пішли Каррі і Формула, Стрейндж спробував з новим складом почати концертні виступи, але вони не принесли успіху. У 1985 році Visage вперше припинили існування.

## Учасники
- Стів Стрендж — головний вокал (1978—1985, 2004—2010, 2012—2015; його смерть)
- Расті Іган — барабани, перкусія (1978—1985)
- Мідж Юр — гітара, синтезатор (1978—1982)
- Біллі Керрі — клавішні, синтезатор, скрипка (1978—1984)
- Дейв Формула — клавішні, синтезатор (1978—1984)
- Джон МакГіох — гітара (1978—1981; помер 2004 р.)
- Барі Адамсон — бас-гітара (1978—1979)
- Стів Барналк — бас-гітара (1982—1985, 2012—2015)
- Гарі Барнакл — саксофон (1984—1985)
- Енді Барнетт — гітара (1984—1985)
- Сандрін Гуріу — клавіатури, синтезатор, вокал (2004—2010)
- Розі Гарріс — клавішні, синтезатор, вокал (2004—2010)
- Рос Трегенса — клавішні, синтезатор, вокал (2004—2010)
- Стівен Янг — клавішні, синтезатор, вокал (2004—2010)
- Лорен Дюваль — вокал (2012—2015)
- Робін Симон — гітара (2012—2015)
- Логан Скай — клавішні, синтезатор (2014—2015)

## Дискографія

### Студійні альбоми
- 1980 Visage
- 1982 The Anvil
- 1984 Beat Boy
- 2013 Hearts and Knives
- 2014 Orchestral
- 2015 Demons to Diamonds

### Збірники
- 1983 Fade to Grey: The Singles Collection
- 1993 Fade to Grey: The Best of Visage
- 1998 Master Series
- 2001 The Damned don't Cry
- 2010 The Face: The Very Best of Visage